# NGC 3982
NGC 3982 é uma galáxia espiral localizada a cerca de sessenta milhões de anos-luz (cerca de 18,4 megaparsecs) de distância na direção da constelação de Ursa Maior. Possui aproximadamente trinta mil anos-luz de diâmetro, uma magnitude aparente de +11,8, uma declinação de +55° 07' 29" e uma ascensão reta de 11 horas, 56 minutos e 28 segundos.
A galáxia NGC 3982 foi descoberta em 14 de Abril de 1789 por William Herschel e é uma galáxia espiral típica, relativamente semelhante a Via Láctea. Possui um buraco negro supermassivo no centro e uma intensa atividade de formação estelar em vários pontos dos seus braços em espiral.